# Loma Redonda
Loma Redonda es un cono volcánico de la provincia de Almería. Pertenece al municipio de Carboneras, situado al N de la capital municipal. Sus coordenadas son estas: 37.019227° -1.893157°